# BK-46 Karis
El BK-46 Karis es un club de balonmano finlandés de la ciudad de Karis.

## Palmarés

### Hombres
- Liga de Finlandia de balonmano (21): 1979, 1980, 1983, 1984, 1985, 1986, 1987, 1988, 1989, 1991, 1992, 1994, 1995, 1996, 1997, 1998, 2002, 2003, 2006, 2022, 2023, 2024
- Copa de balonmano de Finlandia (14): 1985, 1986, 1987, 1989, 1990, 1991, 1993, 1994, 1996, 1998, 2006, 2020, 2021, 2022